# Gay (patronyme)
Pour les articles homonymes, voir Gay.
Cette page présente le nom de famille Gay ainsi que ses variantes.
Gay est un nom de famille.

## Étymologie
Le prénom Gay était fréquent au Moyen Âge en France. Il est probablement à l'origine du patronyme.

## Fréquence
Ce nom de famille est très fréquent en France. Il est classé à la 182ème place de la liste des noms de famille les plus courants en France.

## Personnalités
- Amandine Gay (1984-), réalisatrice française ;
- Armand Gay (1882-1952), haut fonctionnaire et homme politique français ;
- Bob Gay (1928-), compositeur belge ;
- Carrem Gay (1987-), joueuse américaine de basket-ball ;
- Catherine Gay, actrice française ;
- Cesc Gay (1967-), scénariste et réalisateur espagnol ;
- Charles Louis Gay (1815-1892), évêque français ;
- Claude Gay  ;
- Claudine Gay (1970-), politologue et administratrice universitaire américaine ;
- Constance Gay (1992-), actrice française ;
- Dan Gay (1961-), joueur et entraîneur italo-américain de basket-ball ;
- Delphine Gay (1804-1855), femme de lettres et journaliste française ;
- Désirée Gay (1810-1897), féministe et socialiste française ;
- Donald Gay (1950-), enseignant et homme politique canadien ;
- Edwin Francis Gay (1867-1946), écrivain et économiste américain ;
- Éric Gay (1958-), homme politique français ;
- Ernest Gay (1847-1939), journaliste, écrivain et homme politique français ;
- Étienne Gay (1902-1984), homme politique français ;
- Fabien Gay (1984-), homme politique français ;
- Federico Gay (1896-1989), coureur cycliste italien ;
- Francisque Gay (1885-1963), homme politique français ;
- François Gay  ;
- George H. Gay Jr. (1917-1994), aviateur naval de la Seconde Guerre mondiale ;
- Georges Gay (1926-1997), coureur cycliste français ;
- Git Gay (1921-2007), danseuse et actrice suédoise ;
- Hobart R. Gay (1894-1983), militaire américain ;
- Jacques Gay  ;
- Jacques Étienne Gay (1786-1864), botaniste français ;
- Jacques François Gay (1759-1838), colonel français de la Révolution et de l'Empire ;
- Jane Phillips-Gay (1913-1994), syndicaliste et religieuse guyanienne ;
- Jean Gay (1901-1977), évêque français ;
- Jean-Christophe Gay (1962-), géographe français ;
- Jean-Jacques Gay (1935-2005), poète suisse ;
- Jean Joseph Gay (1768-1849), homme politique français ;
- Jérôme Gay (1975-), sauteur à ski français ;
- John Gay  ;
- Jonathan Gay (en) (1967-), inventeur de Macromedia Flash ;
- José Aurelio Gay (1965-), joueur espagnol de football ;
- Jules Gay (1807-1887), éditeur et socialiste français ;
- Jules Gay (1867-1935), historien, romancier et essayiste français ;
- Mabel Gay (1983-), athlète cubaine ;
- Margie Gay (1919-2005), actrice américaine ;
- Maria Gay (1876-1943), chanteuse d'opéra espagnole ;
- Maria Eugènia Gay (1975-), femme politique espagnole ;
- Marie-Claude Gay, romancière française ;
- Marie-Louise Gay (1952-), écrivaine et illustratrice québécoise ;
- Marvin Gay, Sr. (1914-1998), pasteur américain, père de Marvin Pentz Gay Jr. ;
- Marvin Pentz Gay Jr. (1939-1984), chanteur américain, fils de Marvin Gay, Sr. ;
- Mary Gay (1765-1821), autrice et traductrice, tante de Delphine Gay et mère d'Hortense Allart ;
- Michel Gay (1947-), illustrateur et auteur d'albums pour enfants ;
- Nikolaï Gay (1831-1894), peintre russe ;
- Noel Gay (en) (1898-1954), compositeur anglais de musique populaire ;
- Olivia Gay (1987-), violoncelliste française ;
- Olivier Gay (1979-), écrivain français de romans policiers et de fantasy ;
- Pascal Gay (1775-1832), architecte français ;
- Paul Gay  ;
- Peter Gay (1923-2015), historien germano-américain ;
- Pierre Gay  ;
- Raphaël Gay (1995-), coureur cycliste français ;
- Raymond Gay (1945-), coureur cycliste français ;
- Richard Gay (1971-), skieur acrobatique français ;
- Roxane Gay (1974-), écrivaine américaine ;
- Rudy Gay (1986-), joueur américain de basket-ball ;
- Ruth Gay (1922-2006), écrivaine juive américaine, lauréate du National Jewish Book Award ;
- Samuel Gay (1754-1847), homme politique canadien ;
- Sherman Gay (1982-), joueur américano-jamaïcain de basket-ball ;
- Sophie Gay (1776-1852), écrivaine et salonnière française ;
- Tyson Gay (1982-), athlète américain ;
- Valentin Gay (1739-1833), homme politique français ;
- Valérie Gay (1968-), joueuse française de tennis de table ;
- Victor Gay (1855-1904), homme politique français ;
- Walter Gay (1856-1937), peintre américain ;
- William Gay (1941-2012), écrivain américain ;
- Winckworth Allan Gay (1821-1910), peintre américain.